# Militärregierungsgesetz Nr. 59
Das Militärregierungsgesetz Nr. 59 zur „Rückerstattung feststellbarer Vermögensgegenstände an Opfer der nationalsozialistischen Unterdrückungsmaßnahmen“ liegt in zwei Fassungen vor. Sie bildeten nach dem Zweiten Weltkrieg während der Besatzungszeit in Deutschland den gesetzlichen Rahmen von Restitutionsverfahren für die Amerikanische und später die Britische Besatzungszone. Im amerikanischen Besatzungsgebiet wurde das „Militärregierungsgesetz Nr. 59“ am 10. November 1947 erlassen. Zwei Jahre später zog die britische Militärverwaltung nach und erließ am 12. Mai 1949 ebenfalls ein „Militärregierungsgesetz Nr. 59“, das diesem Vorbild inhaltlich entsprach und die bislang schon innerhalb der Britischen Besatzungszone geübte Handhabung auf eine einheitliche Rechtsgrundlage stellte.
In Berlin erließen die Westalliierten die Berliner Rückerstattungsanordnung, die sich weitgehend mit dem amerikanisch-britischen Vorbild deckte. Für die Französische Besatzungszone wurde 1947 eine andere Regelung geschaffen, die inhaltlich aber nicht grundsätzlich davon abwich. In der Sowjetischen Besatzungszone wurden Restitutionsansprüche ungleich anders gehandhabt.

## Vorgeschichte
Bereits 1943 hatten die Alliierten in einer Londoner Erklärung angekündigt, sie würden nach ihrem Sieg alle unrechtmäßigen Enteignungshandlungen der Nationalsozialisten rückgängig machen. Als eine der ersten Maßnahmen hatte der Alliierte Kontrollrat mit dem Kontrollratsgesetz Nr. 2 das Eigentum der NSDAP und ihrer Unterorganisationen beschlagnahmt und unter Vermögenskontrolle gestellt. Mit der Direktive Nr. 50 vom 29. April 1947 verfügte der Alliierte Kontrollrat für alle vier Besatzungszonen die Rückgabe dieser Vermögensteile an die ursprünglichen Eigentümer, also an kirchliche, karitative, gewerkschaftliche oder politische Einrichtungen oder deren Nachfolgeorganisationen. Diese Restitution verlief unproblematisch, weil hierbei die Unrechtmäßigkeit und Verfolgungsbedingtheit des Erwerbs nicht nachgewiesen werden musste.
Komplizierter wurde es bei individuellen Rückerstattungsforderungen, zumal dann, wenn es sich bei den neuen Eigentümern um Privatpersonen oder gewerbliche Gesellschaften handelte. In 80 Prozent der Fälle handelte es sich um „arisiertes“ oder durch den Staat entzogenes Vermögen von Juden.

## Entwurf
Die amerikanische Militärregierung wurde Schrittmacher der Rückerstattungspolitik. Im April 1946 beauftragte sie einen „Sonderausschuss für Eigentumskontrolle“ des Stuttgarter Länderrates, Vorschläge auszuarbeiten, wie Betriebe und Immobilien rückzuführen seien. Hierbei waren deutsche Fachleute beteiligt. Die von amerikanischer Seite als unzureichend abgelehnten Vorschläge orientierten sich am Bürgerlichen Gesetzbuch; diese traditionellen rechtlichen Instrumente wurden von der Militärregierung für ungeeignet befunden. Auch beschränkten sich die Vorschläge auf Vermögen, die durch den NS-Staat selbst entzogen worden waren. Kritik kam jedoch auch aus deutschen Wirtschaftskreisen, die einen Schutz des „gutgläubigen Erwerbers“ (vgl. Gutgläubiger Erwerb vom Nichtberechtigten) einforderten, als Anspruchsberechtigte nur den persönlich Geschädigten oder seine nächsten Erben anerkannt haben wollten und gegen „hemmungslose Wiedergutmachung“ agitierten.
Allerdings war die Einflussmöglichkeit der deutschen Seite in dieser Angelegenheit gering. Größeren Einfluss gewann das American Jewish Committee auf den US-Militärgouverneur Lucius D. Clay, der sich insbesondere den Wunsch nach einer obersten alliierten Instanz für eine Rückerstattungsgerichtsbarkeit zu eigen machte. Im Regelfall konnten Ansprüche auf gewerbliche Vermögen und Immobilien bei örtlichen Wiedergutmachungsbehörden verhandelt werden, bei denen sich die beiden Parteien über einen Vergleich der Ansprüche einigen sollten. Der amerikanische Entwurf, der später ebenfalls ins Gesetz übernommen wurde, sah ferner mit dem 15. September 1935 (Verkündung der Nürnberger Gesetze) einen Stichtag vor, nach dem jedwede Transaktion jüdischen Eigentums anfechtbar war. Ansprüche erloschen selbst dann nicht, wenn ein Dritterwerber an einer solchen Transaktion niemals selbst beteiligt gewesen war.
Ein weiterer von Clay für unabdingbar erklärter Punkt schließlich war unter den Alliierten so strittig, dass es nicht zu einer einheitlichen Regelung für alle vier Besatzungszonen kam. Dies betraf den Anspruch der jüdischen Organisationen, das erbenlos gewordene Eigentum aller Juden – einschließlich der zum Christentum konvertierten – übertragen zu bekommen. Damit war der jüdische Kollektivanspruch verbunden, die geraubten Werte dem Wiederaufleben jüdischer Gemeinden und einem eigenen Staatswesen in Palästina zugutekommen zu lassen.

## Wesentliche Inhalte
Das amerikanische Militärregierungsgesetz Nr. 59 umfasst 95 Artikel und trat zum 10. November 1947 in den damaligen Ländern Bayern (ohne Rheinpfalz), Bremen, Hessen und Württemberg-Baden in Kraft. Rechtsgrundlage für hierfür und für die folgenden Rückerstattungsgesetze bzw. -anordnungen waren Ziff. 42 Buchst. B der Kontrollratsproklamation Nr. 2 sowie Art, VIII Ziff. 1 Buchstabe B der Kontrollratsdirektive Nr. 50.
Im Artikel 1 wird als Zweck des Gesetzes genannt „die Rückerstattung feststellbarer Vermögensgegenstände (Sachen, Rechte, Inbegriffe von Sachen und Rechten) an Personen, denen sie in der Zeit vom 30. Januar 1933 bis zum 8. Mai 1945 aus Gründen der Rasse, Religion, Nationalität, Weltanschauung oder politischer Gegnerschaft gegen den Nationalsozialismus entzogen worden sind ...“ Solche Vermögensgegenstände sind dem ursprünglichen Inhaber oder dessen Rechtsnachfolger zurückzuerstatten; entgegenstehende Vorschriften zum Schutze gutgläubiger Erwerber bleiben dabei ohne Betracht.
Im Artikel 2 werden Merkmale einer unrechtmäßigen Entziehung aufgeführt. Dies sind Rechtsgeschäfte, die gegen die guten Sitten verstoßen oder widerrechtlich oder durch Drohung zustande gekommen sind. Ebenso führt die Wegnahme durch Staatsakte oder unter Missbrauch eines Staatsaktes zur Rückerstattung.
Nach Artikel 3 kann die „Entziehungsvermutung“ widerlegt werden, wenn ein angemessener Kaufpreis bezahlt wurde und der Verkäufer über dieses Geld frei verfügen konnte. Artikel 4 setzt als Stichtag den 15. September 1935 (Datum der Nürnberger Gesetze), nach dem grundsätzlich alle Rechtsgeschäfte angefochten werden können, da eine Zwangslage der Veräußerers angenommen werden kann. Rechtsgeschäfte nach diesem Stichtag sind nur dann als gültig anzusehen, wenn diese auch ohne die Herrschaft des Nationalsozialismus abgeschlossen worden wären oder der Erwerber die Interessen des Veräußerers in besonderer Weise wahrgenommen hatte – etwa durch Vermögensübertragung ins Ausland.
Von einer Rückerstattung ausgeschlossen werden nach Artikel 19 bewegliche Sachen, die im Rahmen „eines ordnungsmäßigen üblichen Geschäftsverkehrs aus einem einschlägigen Unternehmen“ erworben wurden. Hiervon ausgenommen sind ausdrücklich „Kultgegenstände und Gegenstände von besonderem künstlerischen Wert“ und ähnlichem, die aus Privatbesitz von Verfolgten oder aus Versteigerungen stammen, die sich mit der Verwertung entzogener Vermögensgegenstände befassten.
Artikel 10 regelt, dass erbenloses Vermögen bzw. Rückfallrechte nicht dem Staat zugeschlagen werden, sondern einer von der Militärregierung zu bestimmenden Nachfolgeorganisation zugutekommen sollen. Nach Artikel 11 konnten von diesen bis zum 31. Dezember 1948 Rückerstattungsansprüche angemeldet und Sicherstellungsmaßnahmen beantragt werden.
Die Artikel 55 bis 65 treffen Aussagen zum Anmeldeverfahren, Feststellung durch bezirkliche Wiedergutmachungsbehörden, Verweisung an eine Wiedergutmachungskammer am Landgericht, Einspruch und Vollstreckbarkeit. Nach Artikel 66 soll einer der drei Richter einer Wiedergutmachungskammer zur Gruppe der Verfolgten gemäß Artikel 1 gehören. In Artikel 69 wird ein „Board of Review“ ermächtigt, alle Entscheidungen nachzuprüfen und abzuändern.
Erwerber von Immobilien und Firmen haben nach Artikel 74 die Pflicht, sich durch Einsichtnahme in Grundbücher bzw. Grundbuchakten, Schifffahrts- und Handelsregister zu überzeugen, ob es sich um anzeigepflichtige Vermögensgegenstände handelt. Mit Geldstrafe oder Gefängnis bis zu fünf Jahren wird nach Artikel 75 bestraft, wer seiner Anzeigepflicht fahrlässig oder vorsätzlich nicht nachkommt oder den Wiedergutmachungsorganen wissentlich falsche Angaben macht.

## Andere Regelungen
Für die Britische Regierung erschien die Überlassung des erbenlosen Vermögens an jüdische Nachfolgeorganisationen unvereinbar mit ihrer damals verfolgten Palästinapolitik. In ihrer Besatzungszone verfuhr sie zwar bei der Restitution gemäß einer knappen „Allgemeinen Verfügung Nr. 10“ vom 20. Oktober 1947 nach den Maßstäben, wie sie im amerikanischen Militärregierungsgesetz Nr. 59 verankert waren. Sie erließ aber erst 1949 ebenfalls ein „Militärregierungsgesetz Nr. 59“, das eine einheitliche Rechtsgrundlage schuf.
Die französische Regierung erließ noch am 10. November 1947 für ihre Besatzungszone die „Verordnung Nr. 120“ über die Rückerstattung geraubter Vermögensobjekte. Sie enthielt eine günstige Entschädigungs-Klausel für „loyale Erwerber“ und sah keine ausländische Nachfolgeorganisation für erbenloses Vermögen vor – die Werte wurden einem besonderen Fonds zugeführt, der zur Entschädigung von Opfern des Nationalsozialismus bestimmt war. Diese Einschränkung wurde erst 1951 geändert. Auch die Stichtagregelung war anders geschnitten: Hier war der frühere Eigentümer beweispflichtig für die Unrechtmäßigkeit, wenn der Erwerber einen angemessenen Preis entrichtet hatte und das Rechtsgeschäft vor dem 14. Juni 1938, dem Erlass der 3. Verordnung zum Reichsbürgergesetz, abgeschlossen worden war.
In Berlin erließen die Westalliierten die Berliner Rückerstattungsanordnung, die sich weitgehend mit dem amerikanisch-britischen Vorbild deckte. Art. 3 dieser Anordnung (inhaltsgleich in den amerikanischen und britischen Gesetzen Nr. 59) findet heute noch Anwendung über § 1 Abs. 6 des Gesetzes zur Regelung offener Vermögensfragen (VermG) bei der Wiedergutmachung von Vermögensverlusten, die in der ehemaligen DDR und Ost-Berlin durch NS-Verfolgung verursacht wurden Anwendung, ebenso als Leitlinie bei der Frage nach dem Umgang mit NS-Raubkunst in deutschen Museen.
Zu einer grundsätzlich anderen Handhabung führten in der Sowjetischen Besatzungszone die geplante Sozialisierung des Privateigentums, die mit der Restitution von Warenhäusern und Produktionsstätten unvereinbar war. Auch sollten eingezogene und erbenlose Vermögenswerte vorrangig zur Deckung von Reparationsansprüchen herangezogen werden. Abgelehnt wurde das Ansinnen, das Vermögen jüdischen Organisationen in Amerika oder Palästina zukommen zu lassen.

## Gültigkeit
Dem Wortlaut nach beschränkt die „Wiedergutmachung durch Rückerstattung“ sich nicht allein auf Entziehungsfälle, die sich auf dem Gebiet der US-Besatzungszone zugetragen hatten. Die Kommentatoren weisen jedoch auf einen Erlass des amerikanischen Kriegs- und Staatsdepartments hin, nach dem der Anwendungsbereich sich allein auf dieses Gebiet bezieht.
Das amerikanische Gesetz Nr. 59 der Militärregierung wurde mehrfach abgeändert oder ergänzt (zum Beispiel durch „Änderungen Nr. 1 und 2“, durch die Gesetze Nr. 3, 4, 5, 12, 13, 14, 21, 30 und 42 des amerikanischen Hohen Kommissars und mit Durchführungsverordnungen). Im dritten Teil des Überleitungsvertrags heißt es in Artikel 2 unter Bezug auf das Militärregierungsgesetz Nr. 59: „Die Bundesrepublik erkennt hiermit die Notwendigkeit an und übernimmt die Verpflichtung, die in Artikel 1 dieses Teils erwähnten Rechtsvorschriften und die dafür vorgesehenen Programme für die Rückerstattung und Übertragung in vollem Umfange und mit allen ihr zur Verfügung stehenden Mitteln beschleunigt durchzuführen.“  Das Militärregierungsgesetz Nr. 59 sowie die vergleichbaren Regelungen der beiden anderen westlichen Besatzungsmächte wurden als „Rechtsvorschriften zur Rückerstattung feststellbarer Vermögensgegenstände“ in § 11 des Bundesrückerstattungsgesetzes übernommen.